# Долорес (Аліканте)
Долорес (ісп. Dolores) — муніципалітет в Іспанії, у складі автономної спільноти Валенсія, у провінції Аліканте. Населення — 7392 особи (2010).

## Географія
Муніципалітет розташований на відстані близько 360 км на південний схід від Мадрида, 34 км на південний захід від Аліканте.

## Демографія
Динаміка населення (INE ):

## Галерея зображень

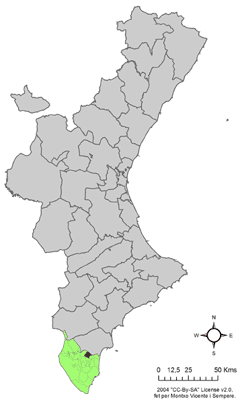
Розташування муніципалітету Долорес у автономній спільноті Валенсія
Розташування муніципалітету Долорес у комарці Вега-Баха-дель-Сегура